# Santa Mónica (Epazoyucan)
Santa Mónica es una localidad de México perteneciente al municipio de Epazoyucan en el estado de Hidalgo.

## Geografía
Se encuentra en los llanos de Apan. A la localidad le corresponden las coordenadas geográficas 19° 58’ 57.277” de latitud norte y 98° 37’ 15.574” de longitud oeste, con una altitud de 2572 m s. n. m. Se encuentra a una distancia aproximada de 5.55 kilómetros al sureste de la cabecera municipal, Epazoyucan.
En cuanto a fisiografía se encuentra dentro de las provincia del Eje Neovolcánico, dentro de la subprovincia de Lagos y Volcánes de Anáhuac; su terreno es de llanura y lomerío. En lo que respecta a la hidrografía se encuentra posicionado en la región del río Panuco, dentro de la cuenca del río Moctezuma, en la subcuenca del río Tezontepec. Cuenta con un clima semiseco templado.

## Demografía
En 2020 registró una población de 1357 personas, lo que corresponde al 8.33 % de la población municipal. De los cuales 653 son hombres y 704 son mujeres. Tiene 312 viviendas particulares habitadas.
| Gráfica de evolución demográfica de Santa Mónica entre 1900 y 2020                           |
|                                                                                              |
| Población de los censos y conteos del Instituto Nacional de Estadística y Geografía (INEGI). |

## Economía
La localidad tiene un grado de marginación bajo y un grado de rezago social muy bajo.